# Batalla de Crimea (1941)
La Primera Batalla de Crimea fue una de las más complejas operaciones del Frente Oriental durante la Segunda Guerra Mundial. Los alemanes sufrieron graves pérdidas al intentar avanzar hacia Crimea desde el istmo de Perekop (Ucrania) en el verano de 1941. Finalmente los alemanes lograron entrar a Crimea y casi inmediatamente lograron ocuparla completamente, a excepción del puerto de Sebastopol. Sebastopol aguantó desde el 30 de octubre de 1941 hasta el 3 de julio de 1942, cuando finalmente fue tomada. 

## Desarrollo de las operaciones

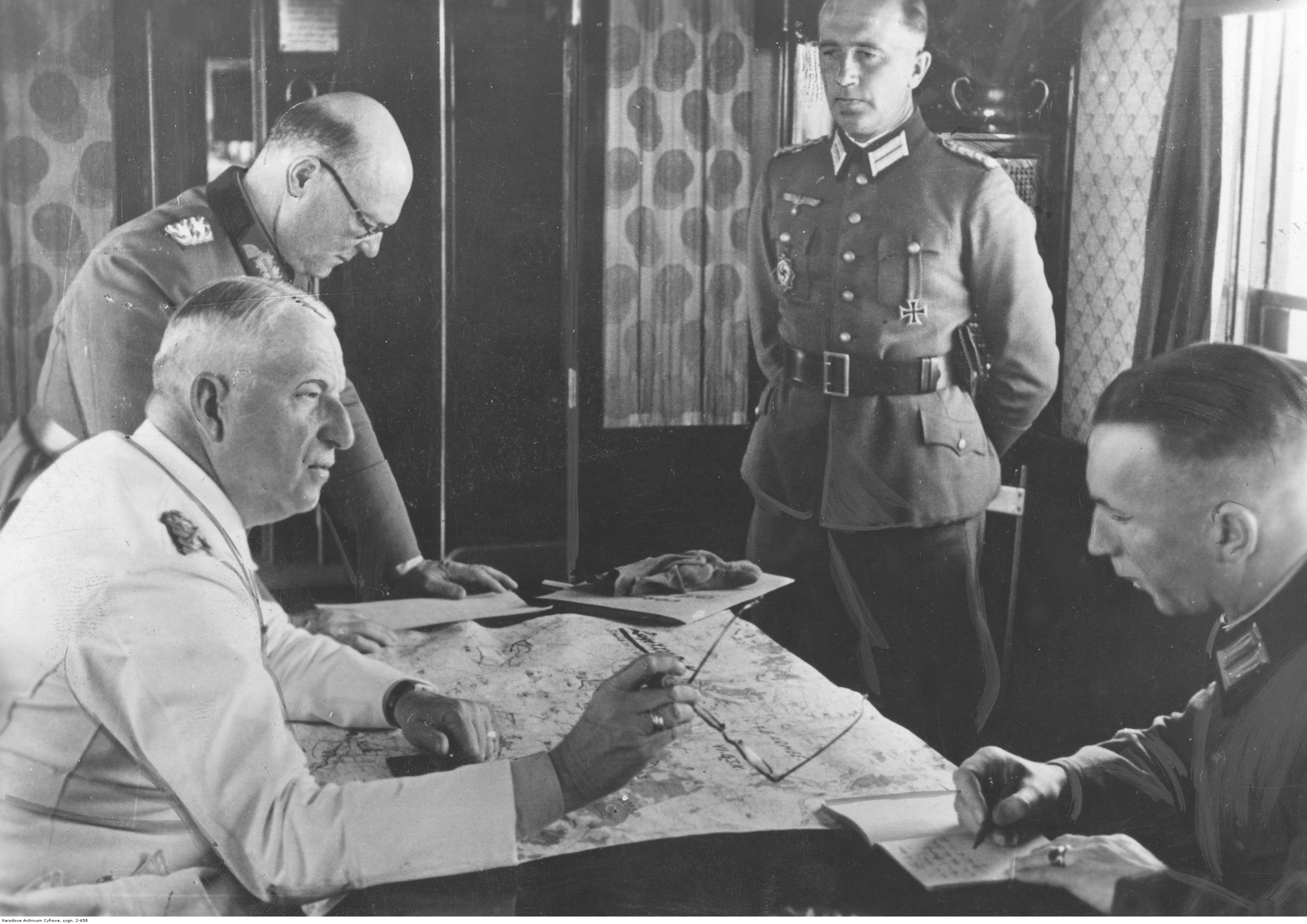
Reunión en el tren del Mariscal Erich von Manstein entre Manstein, Karl Adolf y dos oficiales.

El 12 de septiembre de 1941, el general Erich von Manstein recibió el exhausto 11.º Ejército y la orden de tomar Rostov del Don y Crimea. Von Manstein se dio cuenta de que su cansado ejército y las anticuadas fuerzas rumanas que tenía a su mando no podrían tomar ambos objetivos simultáneamente, por lo que decidió centrarse en conquistar Crimea primero. La geografía facilitaba la defensa del Ejército Rojo, ya que la única entrada a Crimea es el istmo de Perekop, una franja de tierra de siete kilómetros de ancho. Al este del istmo se encuentra un depósito de agua salada conocido como el Mar Pútrido, que no permite el avance de los tanques, mientras que al oeste se encuentra el mar Negro. Peor aún, unas trincheras de doce a quince metros de ancho se hallan distribuidas a lo largo de todo el istmo; esas trincheras, conocidas como «la tumba de los tártaros», fueron cavadas en 1851. Los soviéticos las habían convertido en zanjas antitanque, aunque Manstein carecía de tanques y contaba solamente con carros blindados.
El 24 de septiembre se inició el asalto, y aunque un solo cuerpo de ejército era necesario para penetrar en Crimea, Von Manstein envió dos divisiones de montaña y a la selecta Leibstandarte para acelerar el cruce del istmo y ocupar rápidamente la península. En efecto, el ataque tuvo éxito, quebraron las defensas soviéticas y tres días después las unidades alemanas pudieron desplegarse por Crimea.
Sin embargo, el almirante ruso Nikolai Kuznetsov se percató de que todo el 11.º Ejército no había cruzado todavía y que su flanco norte estaba desprotegido, por lo que se preparó para atacarlos por la retaguardia desde el continente, esperando aplastarlos contra el mar Negro. La jugada no le salió como esperaba, ya que un contraataque a la retaguardia de Kuznetsov realizado por el 1.º Ejército Panzer del general Ewald von Kleist lo arrinconó entre las unidades de este y las de Von Manstein; sus ejércitos quedaron cercados en las estepas de Nogaish, al norte del mar de Azov. Von Kleist los acorraló por tres semanas hasta que las fuerzas soviéticas se rindieron en Melitopol. Unos sesenta y cinco mil soldados soviéticos fueron capturados, así como tanques y vehículos.

## Consecuencias
Finalmente, el OKW se dio cuenta de que era imposible que Manstein sólo tomara Crimea y Rostov del Don, por lo que le encomendaron la toma de la última ciudad a Kleist.
Sin embargo, aunque Crimea fue capturada, junto con otros 65.000 soldados soviéticos, 125 tanques y 500 cañones, Sebastopol pudo ser fortificada porque Manstein tuvo que desviar recursos hacia el norte contra Kuznetsov. Sebastopol no sería tomada ese año y un desembarco en la península de Kerch a finales de diciembre de 1941, postergaría la captura total de Crimea hasta el 18 de noviembre de 1942. Sebastopol sería recuperada por los soviéticos en abril-mayo de 1944.